# Ane Eidem
Ane Eidem (n. 21 ianuarie 1993, în Elnesvågen) este o handbalistă norvegiană.

## Carieră
Primul club de senioare al Anei Eidem a fost Levanger HK din țara natală. Cu acest club ea participat în sezonul 2011-2012 al Cupei Cupelor EHF, unde a înscris 9 goluri, și în sezonul 2013-2014 al Cupei EHF. În 2014, ea a semnat un contract cu formația românească SCM Craiova, care căuta o înlocuitoare după plecarea Iuliei Snopova. Eidem a jucat un sezon la SCM Craiova și și-a prelungit contractul cu încă un an, însă a fost nevoită să înceteze colaborarea cu clubul craiovean char la debutul sezonului următor, în urma unor probleme medicale la coloană.